# Lualabaea
Lualabaea är ett släkte av förhistoriska tofsstjärtfiskar som levde under juraperioden. 